# Batalha de Córico
A Batalha de Córico foi uma batalha naval travada em 191 a.C. entre a frota romana, comandada pelo pretor Caio Lívio Salinador, juntamente com a de Eumenes II de Pérgamo e a de Antíoco III, o Grande, imperador selêucida, comandada pelo almirante Polixênides, um nativo da ilha de Rodes.

## Contexto
A intervenção romana na Grécia e depois na Ásia Menor começou em 191 a.C., quando o rei Filipe V da Macedônia marchou com o pretor Marco Bébio Tânfilo para a Tessália para enfrentar uma invasão selêucida comandada pelo imperador Antíoco III.
Ainda no mesmo ano, as legiões romanas, lideradas pelo cônsul Mânio Acílio Glabrião, derrotaram as falanges selêucidas na Batalha de Termópilas. Antíoco fugiu com 500 cavaleiros primeiro para Cálcis e depois para sua capital em Éfeso.

## Batalha
No final do verão, a frota romana, sob o comando de Caio Lívio Salinador e composta por 81 quinquerremes e 24 navios de dimensões menores, se juntou a uma frota enviada pelo Reino de Pérgamo, aliado de Roma, composta por 25 navios maiores e outros 25 menores. Esta grande frota enfrentou e derrotou a frota selêucida, sob o comando de Polixênides, que comandava cerca de 200 navios, sendo 70 deles de grandes dimensões perto do cabo Córico (moderno Teke Burnu), entre a ilha de Quio e Éfeso.
Apiano conta que Lívio Salinador, ciente de sua inferioridade numérica, decidiu atacar primeiro e se aproximou das primeiras naus selêucidas para agarrá-las com o corvo, efetivamente transformando a batalha naval numa batalha terrestre, na qual a força romana era muito superior. Ao término da batalha, os selêucidas foram obrigados a se render, mas, por causa do tamanho dos navios romanos, incapazes de capturar efetivamente os ágeis navios menores, muitos marinheiros conseguiram fugir para Éfeso.

## Eventos posteriores
Foi somente depois desta vitória que Rodes decidiu entrar efetivamente na guerra ao lado dos romanos com sua marinha, formada por 27 navios de grande porte, permitindo que a frota romana permanecesse no golfo de Esmirna. Esta vitória romana custou a Antíoco o controle da Grécia.